# Dzjamaldin Chodzjanijazov
Dzjamaldin Abdoechalitovitsj Chodzjanijazov (Russisch: Джамалдин Абдухалитович Ходжаниязов) (Baýramaly, 18 juli 1996) is een Russisch-Turkmeens voetballer die bij voorkeur als linksback speelt. Hij debuteerde in 2013 in het betaald voetbal in het shirt van Zenit Sint-Petersburg.

## Clubcarrière
In januari 2013 tekende Khodzhaniyazov een driejarig contract bij de Russische topclub Zenit Sint-Petersburg. In juli werd hij bij het eerste elftal gehaald. Hij debuteerde op 26 juli 2013 in de Premjer-Liga tegen Koeban Krasnodar. Na 55 minuten werd hij vervangen voor aanvaller Andrej Arshavin. Op 3 augustus 2013 speelde hij 90 minuten mee tegen Volga Nizjni Novgorod.

## Interlandcarrière
Khodzhaniyazov werd geboren in het Turkmeense Baýramaly. Hij spreekt Turkmeens en Russisch. Hij komt uit voor de Russische nationale jeugdelftallen, maar kan het besluit nemen voor het Turkmeens voetbalelftal uit te komen.
1 Vasjoetin ·
2 Tsjistjakov ·
3 Santos  ·
4 Kroegovoj ·
5 Barrios ·
6 Fernandes ·
8 Wendel ·
10 Isidor ·
11 Claudinho ·
15 Karavajev ·
16 Adamov ·
17 Mostovoj ·
18 Kovalenko ·
19 Soetormin ·
21 Jerochin ·
25 Eraković ·
28 Alip ·
30 Cassierra ·
31 Mantuan ·
33 Sergejev ·
37 Queiroz ·
41 Kerzjakov ·
55 Rodrigão ·
77 Renan ·
79 Vasiljev ·
Coach: Semak
· Assistent-coach: Anjoekov
· Assistent-coach: Oliveira
· Assistent-coach: Simoetenkov
· Assistent-coach: Tymosjtsjoek